# Edgärdsman
Edgärdsmän eller edgångsmän förekom i äldre svensk rätt och hade i uppgift att vid tinget med sin ed bekräfta den så kallade värjemålsed som en anklagad kunde avge för att styrka sin oskuld i såväl tvistemål som brottmål. Edgärdsmännen intygade därigenom att svaranden inte begick mened och att saken låg till så som svaranden hävdat. Vem som helst kunde inte bli edgärdsman, utan endast fria, myndiga män som gjort sig kända för ”erfarenhet, sakkunskap och sanningskärlek”.
Institutet med edgärdsmän kom under 1600-talet att kritiseras, eftersom edgärdsmännen nödgades gå ed på sådant som de inte kunde vara säkra på. Till följd härav innebar drottning Kristinas straffordning från år 1653 att edgärdmännens ed blott skulle avse att dessa trodde att värjemålseden var korrekt. Eden kunde lyda sålunda: Vi svärja vid Gud och hans heliga evangelium, att av de skäl ock liknelser, som vi vete av saken, och av den umgängelse vi haft have med denne mannen, tro vi hans ed vara ren och icke men. Edgärdsmannainstitutet avskaffades 1695.